# Martin Amis
Sir Martin Louis Amis (Oxford, 1949. augusztus 25. –‎ Lake Worth Beach, 2023. május 19.) angol regényíró, esszéíró, memoáríró és forgatókönyvíró volt. Leginkább Money (1984) és London Fields (1989) című regényeiről ismert. Megkapta a James Tait Black Emlékdíjat az Experience című memoárjáért, és kétszer szerepelt a Booker-díjban (1991-ben a Time's Arrow, 2003-ban pedig a Yellow Dog). Amis 2011-ig a kreatív írás professzoraként dolgozott a Manchesteri Egyetem Új Írások Központjában. 2008-ban a The Times 1945 óta az ötven legnagyobb brit író közé sorolta.
Amis munkáinak középpontjában a „későkapitalista” nyugati társadalom túlkapásai állnak, amelynek abszurditását gyakran groteszk karikatúrákkal gúnyolja; a The New York Times által "új kellemetlenségnek" nevezett dolgok mestereként jellemezték. Saul Bellow és Vladimir Nabokov, valamint apja, Kingsley Amis ihlette írásművészetét. Amis maga is hatással volt a 20. század végén és a 21. század elején számos brit regényíróra, köztük Will Selfre és Zadie Smithre.
Az egész életen át dohányzó Amis nyelőcsőrákban halt meg házában, Florida államban, 2023 májusában. A The New York Times ezt írta a halála után: „A 20. század utolsó három évtizedében – az olajembargótól a berlini fal leomlásán át egészen szeptember 11-ig – az olvasáskor elérése azt jelentette, hogy – ma már világosnak tűnik – az Amis-korszakban kell élni.

## Fiatalkora
Az oxfordi John Radcliffe Kórházban született. Apja, az ismert angol regényíró, Sir Kingsley Amis, a londoni Claphamből származó mustárgyáros hivatalnok fia volt; édesanyja, a Kingston upon Thamesben született Hilary ("Hilly") Ann Bardwell a Földművelésügyi Minisztérium köztisztviselőjének lánya. Volt egy bátyja, Philip; húga, Sally – akinek születésére Philip Larkin írta a Born Yesterday-t –  2000-ben meghalt. Szülei 1948-ban házasodtak össze Oxfordban, és Amis 12 éves korában elváltak; A válást követően Hilly és a gyerekek a spanyolországi Mallorcára mentek, ahol egy ideig Robert Graves-szel szálltak meg.
Számos iskolába járt az 1950-es és 1960-as években, köztük egy mallorcai nemzetközi iskolába, a swanseai Bishop Gore School-ba és a Cambridgeshire-i High School for Boys-ba (Cambridge), ahol az egyik igazgató "szokatlanul kilátástalannak" nevezte. Az apja első Lucky Jim (1954) című regényét követő elismerés a New Jersey állambeli Princetonba, az Egyesült Államokba vitte a családot, ahol apja előadásokat tartott.
1965-ben, 15 évesen Amis alakította John Thorntont Richard Hughes A High Wind in Jamaica filmváltozatában. 5 láb 6 hüvelyk (1,68 m) magas tinédzserként „alacsony ülepűnek” emlegette magát.
Apja azt mondta, Amis nem egy könyves gyerek, és „tizenöt-tizenhat éves koráig nem olvasott mást, csak sci-fit”. Amis azt mondta, hogy alig olvasott többet, mint képregényeket, amíg mostohaanyja, a regényíró, Elizabeth Jane Howard megismertette vele Jane Austent, akit gyakran legkorábbi hatásaként emlegetett.
Az oxfordi Exeter College-ban diplomázott, egy gratulációval, "olyan formában, amikor behívnak egy szakdolgozati bizottsághoz és a vizsgáztatók elmondják, mennyire élvezték a dolgozatodat olvasni.
Miután 1971-ben végzett Oxfordban, Amis sci-fi regényekről írt kritikákat a "Henry Tilney" néven (egy biccentés Austen felé) a The Observer rovatában. Oxford után a The Times Literary Supplementnél talált belépő szintű állást, és 27 évesen a New Statesman irodalmi szerkesztője lett, ahol John Gross írót és szerkesztőt említette példaképének, és ahol megismerkedett Christopher Hitchensszel, a The Observer akkori írójával, aki a legjobb barátja lett egészen Hitchens 2011-es haláláig.

## Korai írásai
Amis szerint az apja bírálta munkája bizonyos aspektusait. "Pontosan meg tudom mutatni azt a helyet, ahol megállt, és pénzt pörgetett a levegőben; itt jön be a Martin Amis nevű karakter." "A szabályok megszegése, az olvasóval való szemétkedés, a figyelemfelhívás magára." – panaszkodott Kingsley.
Első regénye, a The Rachel Papers (1973) – amelyet Lemmons-ban, az észak-londoni családi otthonban írt – elnyerte a Somerset Maugham-díjat. Leghagyományosabb regényei közül sikertelen kultfilm készült, és egy derűs, egoista tinédzser történetét meséli el (amit Amis önéletrajzinak ismer el) és kapcsolatát a névadó barátnővel az egyetemi tanulmánya előtti évben.
A Dead Babies (1975), a csapongó hangvételű második regénye, néhány barát életének pár napját meséli el, akik egy vidéki házban gyűlnek össze, hogy kábítószert fogyasszanak. Amis számos írói jellemzője itt jelenik meg először: maró fekete humor, a korszellem megszállottsága, szerzői beavatkozás, szadisztikusan humoros szerencsétlenségeknek és megaláztatásoknak kitett karakter és dacos lazaság ("hozzáállásom az volt, nem sokat tudok a tudományról, de tudom, mit szeretek"). 2000-ben filmadaptáció készült.
A Success (1977) két tejtestvér, Gregory Riding és Terry Service történetét mesélte el, valamint gyrapodó és csökkenő vagyonukat. Ez volt az első példa arra, hogy Amis szereti szimbolikusan "párosítani" a regényeiben szereplő karaktereket, ami azóta is visszatérő vonása fikciójának (Martin Amis és Martina Twain a Money-ban, Richard Tull és Gwyn Barry a The Information-ben, valamint Jennifer Rockwell és Mike Hoolihan az Night Train-ben).
Amis írta a forgatókönyvet a Saturn 3 (1980) című filmhez, amely tapasztalatból merítette 1984-ben megjelent ötödik regényét, a Money-t.
Az Other People: A Mystery Story (1981) – a cím utalás Sartre Huis Clos című művére –, amely egy fiatal nőről szól, aki kómából jött ki, átmeneti regény volt abban a tekintetben, hogy Amis esetében ez volt az első, amely szerzői beavatkozást mutatott be a narratív hangban, és a hősn ő rendkívül mesterkélt nyelvezetét a hétköznapi tárgyak leírásaiban, amelyekre állítólag kortárs, Craig Raine „marsi” költészeti iskolája volt hatással. Ez volt az első regény, amit Amis írt, miután elkötelezte magát, hogy főállású író lesz.

## Fő karrier

### 1980-as és 1990-es évek
Amis legismertebb regényei a Money, a London Fields és a The Information, amelyeket általában "London-trilógiának" neveznek. Bár a könyveknek a cselekményt és narratívát tekintve kevés közös vonása van, mindegyik középkorú férfiak életét vizsgálja, feltárva a 20. század végén Nagy-Britanniában az élet zord, kicsapongó és posztapokaliptikus folyását. Amis londoni főszereplői antihősök: megkérdőjelezhető viselkedést tanúsítanak, szenvedélyes ikonoklaszt-ok, és igyekeznek elkerülni életük látszólagos banalitását és hiábavalóságát. Azt írja: "A világ olyan, mint egy ember. És van rá egy tudományos név, ami az entrópia – minden a rendezetlenség felé hajlik. Rendezett állapotból rendezetlen állapotba."
A Money (1984, A Suicide Note az alcíme) John Self, a reklámszakember és leendő filmrendező első személyű elbeszélése, aki "a huszadik század rabja". "[A] thatcheri amoralitás és kapzsiság szatírája" a regény fekete komédiás epizódok sorozatát meséli el, amint Self oda-vissza repül az Atlanti-óceánon, a személyes és szakmai sikerek durva és kaotikusnak tűnő törekvésében. A Time felvette a regényt a 100 legjobb angol nyelvű regény közé 1923 és 2005 között. 2009. november 11-én a The Guardian arról számolt be, hogy a BBC 2010 elején a BBC 2 műsorának részeként adaptálta a Money-t TV-filmként. Nick Frost alakította John Selfet.  A televíziós adaptációban Vincent Kartheiser, Emma Pierson és Jerry Hall is szerepelt.  Az adaptáció egy "két részes dráma" volt, és Tom Butterworth és Chris Hurford írta.  A két rész közül az első közvetítése után Amis gyorsan megdicsérte az adaptációt, és kijelentette, hogy "Minden előadás gyenge pontok nélküli volt. Nick Frostot John Selfként teljesen rendkívülinek tartottam. Ő tölti be a karaktert. Ez egy nagyon szokatlan teljesítmény abból a szempontból, hogy nagyon vicces, fizikailag komikus, de furcsán kecses is, élvezet nézni...Nagyon drágának tűnt, pedig nem volt az, és ez bravúr...A korábbi forgatókönyv, amit láttam, csalódást okozott (de) visszavették és dolgoztak rajta, és ez óriásit fejlődött. Azt tanácsoltam, hogy inkább használják a regény nyelvezetét, a párbeszédet, ahelyett, hogy kitalálták volna."
A London Fields (1989), Amis leghosszabb munkája, három főszereplő találkozását írja le Londonban 1999-ben, a klímakatasztrófa közeledtével. A karakterek tipikusan amisi nevekkel és széles körben karikírozott tulajdonságokkal rendelkeznek: Keith Talent, az alsóbb osztályú szélhámos, aki szenvedélye a darts; Nicola Six, a femme fatale, aki elhatározta, hogy meggyilkolják; és a felső-középosztálybeli Guy Clinch, "a bolond, a szegény csikó", akinek a sorsa a másik kettő közé kerül. A könyvet 1989-ben ellentmondásosan kihagyták a Booker-díj szűkített listájáról, mert a panel két tagja, Maggie Gee és Helen McNeil nem szerette Amis női karaktereivel való bánásmódját. "Hihetetlen veszekedés volt" – mondta Martyn Goff, a Booker igazgatója a The Independentnek. "Maggie és Helen úgy érezték, hogy Amis borzasztóan bánt a nőkkel a könyvben. Ez nem azt jelenti, hogy azt gondolták, hogy azok a könyvek, amelyek rosszul bánnak a nőkkel, nem lehetnek jók, egyszerűen úgy érezték, hogy a szerzőnek világossá kell tennie, hogy nem támogatja és nem adja áldását erre. Valójában csak ketten voltak, és túlerőben kellett volna lenniük, mivel a másik három egyetértett, de vitájuk és szenvedélyük puszta ereje volt, hogy nyertek. David Lodge azt mondta, hogy sajnálja, a mai napig úgy érzi, valahogy megbukott azzal, hogy nem mondta ki: „Kettő a három ellen, Martin rajta van a listán.”
Amis 1991-es regénye, a Time's Arrow című bekerült a Booker-díj rövid listájára. A visszafelé irányuló narratívájáról – beleértve a fordított párbeszédet is – figyelemre méltó regény egy náci koncentrációs tábor orvosának önéletrajza. Az idő nyilának megfordítása a regényben, a technika Kurt Vonnegut: Az ötös számú vágóhíd (1969) és Philip K. Dick Counter-Clock World (1967) című művéből kölcsönzött technika, egy olyan narratív stílus, ami maga Amis kezében a nácik halálracionalizálásának kommentárjaként funkcionál, a rombolás pedig mint teremtő erő az északi mitológia feltámasztásával a német nemzetépítés szolgálatában.
A The Information (1995) nem annyira kritikai sikeréről, hanem a megjelenése körüli botrányokról volt nevezetes. A hatalmas előleg (állítólagos 500 000 £), amelyet Amis követelt, majd kapott is a regényért, az íróktól és kritikusoktól a szerző "az ellenségeskedés Eisteddfodját" vonta magára, miután elhagyta régóta szolgáló ügynökét, a néhai Pat Kavanagh-t hogy a Harvardon végzett Andrew Wylie képviselje. A szakítás korántsem volt barátságos; ez szakadást hozott létre Amis és régi barátja, Julian Barnes között, aki Kavanagh férje volt. Amis Experience (2000) című önéletrajza szerint ő és Barnes nem oldották fel nézeteltéréseiket. Maga a The Information egy pár brit szépirodalmi író kapcsolatával foglalkozik. Az egyik, a „repülőtér-regények” látványosan sikeres szállítója, irigyli barátja, aki ugyanilyen sikertelen filozófiai és általánosságban absztrakt prózaíró. A regény a szerző klasszikus stílusában íródott: sablonos karikatúrákként megjelenő karakterek, groteszk feldolgozások a középkor gonoszságáról és a posztapokaliptikus rosszullét általános légköre.
Amis 1997-es ajánlatát, a Night Train című kisregényt Mike Hoolihan, egy férfinevű, kemény nőnyomozó meséli el. A történet főnöke fiatal, gyönyörű és boldognak tűnő lányának öngyilkossága körül forog. Az Éjszakai vonat az amerikai „noir” krimi nyelvén íródott, de felborítja az izgalmas nyomozás és a szép, kielégítő befejezés elvárásait. A bírálók általában hiányolták a könyv valódi történetét, és kemény negatív kritika érte. John Updike „gyűlölte”, mások pedig helytelenítették azt, hogy egy brit szerző amerikai idiómával ír. A regény azonban máshol is védelmezőkre talált, nevezetesen Janis Bellow (szül.: Freedman), Amis mentora és barátja, Saul Bellow felesége személyében.

### 2000-es évek
A 2000-es évek voltak Amis legkevésbé produktív évtizede a teljes hosszúságú szépirodalom tekintetében az 1970-es évek óta (két regény tíz év alatt), míg nem fikciós munkái drámai volumennövekedést értek el (három megjelent mű, köztük egy emlékirat, a félig memoár és amatőr politikatörténet, valamint egy másik publicisztikai gyűjtemény).
2000-ben Amis kiadott egy memoárt Experience címmel. A szerző és édesapja, a regényíró Kingsley Amis furcsa kapcsolatával foglalkozó önéletrajz mindazonáltal Amis életének számos aspektusával foglalkozik. Különösen figyelemre méltó Amis lányával, Delilah Seale-lel való találkozása, amely egy 1970-es évekbeli viszonyból eredt, akit csak 19 éves koráig látott. Amis hosszan tárgyalja unokatestvérének, Lucy Partingtonnak a Fred West általi meggyilkolását is. 21 éves volt. A könyv James Tait Black Emlékdíjat kapott, életrajzért.
2002-ben kiadta a Koba the Dread című művét, amely Lenin és Sztálin bűneinek pusztító története, és számos nyugati író és akadémikus tagadta azokat. A könyv irodalmi vitákat váltott ki az anyaghoz való hozzáállása és Amis régi barátja, Christopher Hitchens elleni támadása miatt. Amis Hitchenst – aki egykor elkötelezett baloldali volt – Sztálin és a kommunizmus iránti szimpátiával vádolja. Noha Hitchens a The Atlantic-ban sértegető választ írt a könyvre, barátsága Amisszal változatlannak tűnt: egy riporter kérdésére Amis így válaszolt: "Sosem kellett pótolnunk. Felnőtt eszmecserét folytattunk, többnyire nyomtatott formában, és ez volt (vagy pontosabban ez így is marad). A barátságom Hitch-szel mindig is tökéletesen felhőtlen volt. Ez egy szerelem, amelynek hónapja mindig május."
2003-ban megjelent a Yellow Dog, amely hat év után Amis első regénye. A regény vegyes kritikákat kapott, és leginkább Tibor Fischer regényíró bírálta: "A Yellow Dog nem rossz, mivel nem túl jó, vagy kissé kiábrándító. Nem-tudom-hol-néz-ki rosszul. Olvastam a példányomat a metróban, és féltem, hogy valaki átnéz a vállam fölött… Mintha a kedvenc nagybátyádat rajtakapnák egy iskolai játszótéren, hogy maszturbál." Másutt a könyv vegyes kritikákat kapott, és néhány kritikus azt hirdette, hogy a regény visszatér a formába, de a fogadtatása többnyire negatív volt. Amis nem bánta meg a regényt és annak reakcióját, és szerinte a Yellow Dog "a legjobb három közé tartozik". Saját magyarázatot adott a regény kritikai kudarcára: "Senki sem akar nehéz irodalmi regényt olvasni, vagy olyan prózai stílussal foglalkozni, amely emlékezteti őket, milyen vastag. Van egy sürgetés az egalitarizmus felé, az írás cukibbá és interaktívabbá tétele felé a magasabb hang helyett, és ez az utam az irodalomban." A Yellow Dog "néhány csípős kritika ellenére ellentmondásosan felkerült a 2003-as Booker-díj 13 könyves hosszú listájára", de nem nyerte el a díjat.
A Yellow Dog-nak adott kemény kritikákat követően Amis családjával két évre átköltözött Londonból Uruguayba, és ezalatt a következő regényén dolgozott, távol a londoni irodalmi színtér fényétől és nyomásától.
2006 szeptemberében, miután visszatért Uruguayból, Amis kiadta tizenegyedik regényét. A House of Meetings című rövid mű folytatta a szerző keresztes hadjáratát a sztálinizmus bűnei ellen, és némi figyelmet fordított a mai posztszovjet Oroszország helyzetére is. A regény középpontjában egy prototipikus szibériai gulágban raboskodó két testvér kapcsolata áll, akik deportálásuk előtt ugyanazt a nőt szerették. A House of Meetings több kritikai észrevételt is látott, mint a Yellow Dog három évvel korábban, de még mindig akadtak olyan kritikusok, akik úgy érezték, hogy Amis szépirodalmi munkáinak minősége jelentősen leromlott, míg mások úgy vélték, hogy nem alkalmas egy látszólag komoly történelmi regény megírására. A House of Meetings dicsérete ellenére Amist ismét figyelmen kívül hagyták a Booker-díj hosszú listáján. A The Independent egyik darabja szerint a regényt "eredetileg két novella mellé kellett volna gyűjteni – az egyik a Szaddám Huszein udvarában eltöltött kettős-test életének felkavaró beszámolója; a másik pedig Muhammad Atta, a 2001. szeptember 11-ei terrortámadások elképzelt utolsó pillanatai – de a folyamat késői szakaszában Amis úgy döntött, hogy mindkettőt kihagyja a könyvből." Ugyanez a cikk azt állítja, hogy Amis "a közelmúltban elhagyta a The Unknown Known című novellát (a cím Donald Rumsfeld egyik jellegzetesen fojtott nyelvi megfogalmazásán alapult), amelyben muszlim terroristák kényszeres erőszaktevők hordáját szabadítják fel a coloradói Greeley-n, ehelyett folytatta a munkát egy teljes regényen, amelyen 2003-ban kezdett el dolgozni:

"A regény, amelyen dolgozom, vakítóan önéletrajzi, de iszlám témájú. A Pregnant Widow-nak hívják, mert egy forradalom végén nem újszülött gyermeked van, hanem terhes özvegyed. A várandós özvegy pedig ebben a regényben a feminizmus. Ami még a második trimeszterben jár. A gyermek még nincs sehol. És azt hiszem, még számos görcsön kell átesnie, mielőtt látjuk a gyereket."

Az új regény megírása sok időt vett igénybe, és csak az évtized vége előtt jelent meg. Ehelyett Amis utolsó publikált munkája a 2000-es években a 2008-as The Second Plane című gyűjtemény, amely Amis számos írását gyűjtötte össze a 9/11-i eseményekről, valamint az azt követő jelentős eseményekről és a terrorizmus elleni háborúból eredő kulturális kérdésekről. A The Second Plane fogadtatása határozottan vegyes volt, egyes kritikusok intelligensnek és jól megindokoltnak találták a hangját, míg mások túlzottan stilizáltnak, és a vizsgált kulcsfontosságú területek hiteles ismeretének hiányában. A leggyakoribb konszenzus az volt, hogy a benne szereplő két novella a gyűjtemény leggyengébb pontja. A gyűjtemény viszonylag jól fogyott, és széles körben tárgyalták és vitatták.

### 2010-es évek
2010-ben, hosszú írás, átírás, szerkesztés és átdolgozás után, Amis kiadta régóta várt új, hosszú regényét, a A Pregnant Widow-t, amely a szexuális forradalommal foglalkozik. A regény megjelenését eredetileg 2008-ban tervezték, de a további szerkesztések és módosítások miatt elhalasztották a megjelenést, így mintegy 480 oldalasra bővült. A regény címe Alexander Herzen idézetén alapul:

A társadalmi rend kortárs formái halálának inkább örülni kell, mint megzavarni a lelket. Mégis az az ijesztő, hogy amit a távozó világ hagy maga után, az nem örökös, hanem terhes özvegy. Az egyik halála és a másik születése között sok víz fog elfolyni, káosz és elhagyatottság hosszú éjszakája telik el.

A The Pregnant Widow akkor éppen elkészült változatának első nyilvános felolvasására 2009. május 11-én került sor a norwichi és norfolki fesztivál keretében. A Norwich Writers' Center rendezvényének Katy Carr által készített tudósítása szerint ebben az olvasatban "az írás a komikus formához való visszatérést mutatja, ahogy a narrátor a tükörrel való szembenézés méltatlanságán elmélkedik idős emberként, egy 1970-ben Olaszországban játszódó történet előjátékában, amely a szexuális forradalom személyes kapcsolatokra gyakorolt hatását vizsgálja. A szexuális forradalom volt az a pillanat, ahogy Amis látja, amikor a szerelem elvált a szextől. Elmondta, hogy önéletrajzilag kezdte írni a regényt, de aztán arra a következtetésre jutott, hogy a való élet túlságosan különbözik a fikciótól, és nehéz újszerű formába ölteni, ezért újra kellett gondolnia a formát."
A történet egy sajtmágnás tulajdonában lévő kastélyban játszódik az olaszországi Campania-ban, ahol Keith Nearing, a 20 éves angol irodalomhallgató; barátnője, Lily; és barátja, Scheherazade 1970 forró nyarán nyaralnak, abban az évben, amikor Amis szerint „valami megváltozott a férfiak és nők világában”. A narrátor Keith szuperegója, vagyis lelkiismerete 2009-ben. Keith nővére, Violet Amis saját nővérén, Sallyn alapul, akit Amis a forradalom egyik leglátványosabb áldozataként ír le.
A The Pregnant Widow akkora hírverést kapott mire megjelent, amilyenhez hasonlót a The Information 1995-ös megjelenése óta nem kapott, de Amis ismét azt tapasztalta, hogy vegyes kritikákat kapott a sajtótól, és az eladások legjobb esetben is átlagosak voltak. A nagy mennyiségű tudósítás, néhány pozitív kritika és az általános várakozás ellenére, hogy Amis elismerésének ideje elérkezett, a regényt figyelmen kívül hagyták a 2010-es Man Booker-díj hosszú listáján.
2012-ben Amis kiadta Lionel Asbo: State of England című regényét, amelynek középpontjában Desmond Pepperdine és nagybátyja, Lionel Asbo élete áll, aki egy falánk naplopó (yob, fajankó) és folyamatosan elítélt. A kitalált Diston Town városrészben játszódik, amely a modernkori Nagy-Britannia groteszk változata a hírességek uralma alatt, és mindkét szereplő életének drámai eseményeit követi: Desmond fokozatos műveltsége és érése; és Lionel fantasztikus lottónyeresége, körülbelül 140 millió font. A sajtó nagy érdeklődésére Amis Lionel Asbo későbbi barátnőjének, az ambiciózus csillogó modellnek és költőnek, "Threnodynak" (Gyászdal) a karakterét a brit hírességre, Jordanre alapozta. A BBC Two Newsnight műsorvezetőjének, Jeremy Paxmannek adott interjújában Amis azt mondta, hogy a regény „nem Anglia szemöldökráncolt vizsgálata”, hanem egy „mesevilágon” alapuló vígjáték, hozzátéve, hogy a Lionel Asbo: State of England nem támadás az ország ellen, és ragaszkodott ahhoz, hogy „büszke arra, hogy angol” és szeretettel tekint a nemzetre. A vélemények ismét nagyrészt vegyesek voltak.
Amis 2014-es regényének, a The Zone of Interest'-nek a holokauszt a tárgya, amely a Time's Arrow után a második szépirodalmi műve, amely ezzel a témával foglalkozik. Ebben Amis megpróbálja elképzelni a haláltáborokat vezető náci tisztek társadalmi és magánéletét, és az emberi szenvedés iránti közömbösségük hatását általános pszichéjükre.
2016 decemberében az Amis két új projektet jelentett be. Az első, az újságírás gyűjteménye The Rub of Time: Bellow, Nabokov, Hitchens, Travolta, Trump. Essays and Reportage, 1986–2016 címmel 2017 októberében jelent meg. A második projekt, egy új, cím nélküli regény, amelyen Amis jelenleg is dolgozik, egy önéletrajzi regény életének három kulcsfontosságú irodalmi alakjáról: Philip Larkin költőről, Saul Bellow amerikai regényíróról és Christopher Hitchensről. A livemint.com-nak adott interjújában Amis a következőt mondta a készülő regényről: "Egy önéletrajzi regényt írok, amelyet 15 éve próbálok megírni. Ez nem annyira rólam szól, hanem három másik íróról, – költő, regényíró és esszéíró – Philip Larkin, Saul Bellow és Christopher Hitchens, és mióta elkezdtem írni, Larkin 1985-ben, Bellow 2005-ben, Hitch 2011-ben halt meg, és ez ad egy témát, a halált, és ez egy kicsit több szabadságot ad nekem, a fikció pedig a szabadság. Nehezen megy, de az egyetlen előnye, hogy szabadon kitalálhatok dolgokat. Már nem néznek a vállam fölött."
Az írás során Amis ezt mondta 2014-ben: "Azt gondolom, hogy az írás egyre titokzatosabb, ahogy öregszem, nem pedig kevésbé. Az egész folyamat nagyon furcsa… Nagyon kísérteties."
Következő regénye, az Inside Story – hat év óta először – 2020 szeptemberében jelent meg.

### Egyéb munkák
Két novellagyűjtemény (Einstein's Monsters és Heavy Water) és öt újságírás- és kritikakötet (The Moronic Inferno, Visiting Mrs Nabokov, The War Against Cliché, The Second Plane és The Rub of Time) Miközben a Money-t írta, útmutatót írt az 1970-es és 1980-as évek játéktermi videojátékaihoz, Invasion of the Space Invaders címmel. (Invasion of the Space Invaders). Rendszeresen szerepelt televíziós és rádiós beszélgető- és vitaműsorokban, valamint könyvismertetőket és újságcikkeket ír. Felesége, Isabel Fonseca 2009-ben adta ki debütáló regényét, az Attachment-et, és Amis két gyermeke, fia, Louis és lánya, Fernanda is megjelent önállóan a Standpoint magazinban és a The Guardianben.

### Manchesteri Egyetem
2007 februárjában Amist kinevezték a kreatív írás professzorává a Manchesteri Egyetem New Writing Manchester Centerében, és 2007 szeptemberében kezdte meg munkáját. Posztgraduális szemináriumokat vezetett, és minden évben négy nyilvános eseményen vett részt, köztük egy két- heti nyári iskola.
Amis így nyilatkozott a pozíciójáról: "Lehet, hogy fanyar vagyok, ahogy írok, de...nagyon nehezen tudnék kegyetlen dolgokat mondani [diákoknak] ilyen kiszolgáltatott helyzetben. Azt hiszem, meglepően kedves és gyengéd leszek velük. Megjósolta, hogy az élmény egy új könyv megírására ösztönözheti, miközben gúnyosan hozzátette: „Egy idős regényíró által írt egyetemi regény, ezt akarja a világ.” Kiderült, hogy a az egyetem által Amisnak fizetett fizetés évi 80 000 font volt 28 szerződéses óra fejében. A Manchester Evening News megtörte a történetet, mondván, hogy szerződése szerint amis 3000 fontot kapott óránként évi 28 szerződéses óra tanítási óráiért. Az állítást számos nemzeti lap címszavaiban visszhangozták.
2011 januárjában bejelentették, hogy Amis a folyó tanév végén lemond egyetemi pozíciójáról. Abból az időből, amikor kreatív írást tanított a Manchester Egyetemen, Amis azt mondta, hogy "nagy öröm volt a kreatív írást tanítani Manchesterben", és hogy "nagyon megszerette a kollégáimat, különösen John McAuliffe-ot és Ian McGuire-t". Hozzátette, hogy "szeretett olvasni és beszélni; én pedig nagyon ragaszkodtam a mankunokhoz. Szellemes és toleráns kontingens". Amist utódja Colm Tóibín ír író követte 2011 szeptemberében.
2007 októberétől 2011 júliusáig Amis a Manchester Egyetem Whitworth Halljában és a Cosmo Rodewald Koncertteremben rendszeresen részt vett nyilvános vitákban más irodalmi és különböző témák szakértőivel (21. századi irodalom, terrorizmus, vallás, Philip Larkin, tudomány, britség, öngyilkosság, szex, öregedés, 2010-es The Pregnant Widow című regénye, erőszak, film, novella és Amerika).

## Magánélete
Amis 2006 szeptemberében tért vissza Nagy-Britanniába, miután két és fél évig Uruguayban élt második feleségével, Isabel Fonseca írónővel és két kislányukkal. Amis 2008-ban lett nagyapa, amikor lánya (by Lamorna Seale) Delilah fiat szült. Azt mondta: "Úgy tűnik, furcsa dolgok történtek a távollétemben. Uruguayban nem éreztem, hogy jobboldali lettem volna, de amikor visszaértem, úgy éreztem, hogy jó messzire elmozdultam jobbra, miközben ugyanazon a helyen maradtam." Beszámol arról, hogy nyugtalanítja az Izraellel és az Egyesült Államokkal szembeni egyre leplezetlenebb ellenségeskedés.
2010 végén Amis vásárolt egy ingatlant a brooklyni Cobble Hillben, bár nem volt világos, hogy véglegesen New Yorkba költözik-e, vagy csak egy másik „zoknit” tart fenn ott. 2012-ben Amis azt írta a The New Republic-ban, hogy „házba költözik” a londoni Camden Townból Cobble Hillbe.
Amis nyelőcsőrákban hunyt el floridai otthonában 2023. május 19-én. Apjához hasonlóan ő is 73 évesen halt meg. Egész életében dohányzott, akárcsak barátja, Christopher Hitchens, aki a rák ugyanazon formájának szövődményeibe halt bele.

## Politikai nézetei
Az atomfegyverek elterjedése

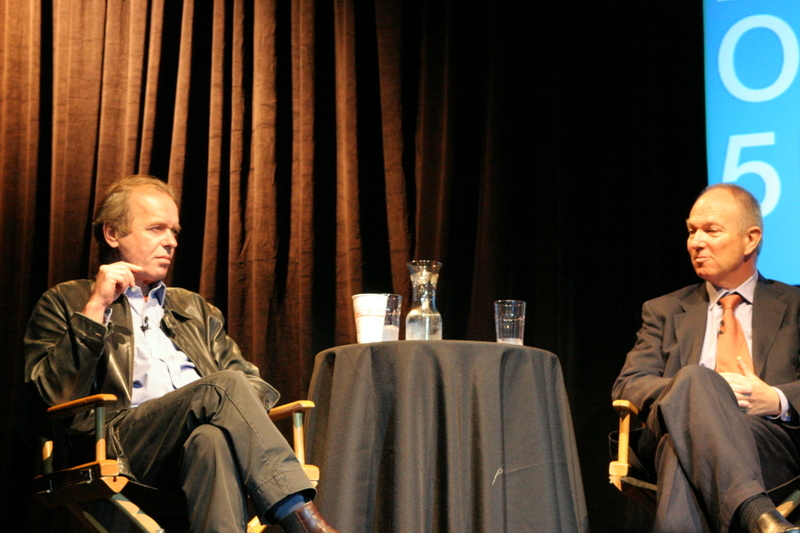
Martin Amis és Ian Buruma beszélgetése a "Monsters"-ről a 2007-es New Yorker Fesztiválon.

Az 1980-as és 1990-es években Amis erős kritikusa volt az atomfegyver elterjedésének. Öt történetet tartalmazó, e témával foglalkozó gyűjteménye, az Einstein's Monsters (Einstein szörnyei) a "Thinkability" (Gondolhatóság) című hosszú esszével kezdődött, amelyben kifejtette nézeteit a kérdésről, és ezt írta: "Az atomfegyverek minden gondolatot taszítanak, talán azért, mert minden gondolatnak véget vethetnek."
Az 1987-es Esquire magazinban megjelent „Nuclear City”-ben (újra megjelent a Visiting Mrs Nabokovban) ezt írta: „amikor az atomfegyverek valóságossá válnak számodra, amikor abbahagyják a füled körül zümmögést, és ténylegesen a fejedbe költöznek, alig telik el óra lüktetés vagy villanás, az elképzelt szuperkatasztrófa súlyos pulzusa nélkül.”
Külpolitika
2006 októberében a BBC-nek adott kommentárjaiban Amis kifejtette véleményét, miszerint Észak-Korea a legveszélyesebb a Gonosz Tengely két megmaradt tagja közül, de Irán volt a „természetes ellenségünk”, ami azt sugallja, hogy Nagy-Britanniának nem kell rosszul éreznie magát amiatt, hogy „segített Iraknak döntetlent kaparni Iránnal” az Irak–iráni háborúban, mert egy „forradalmi és terjeszkedő Irán sokkal destabilizálóbb jelenlétet jelentett volna”.
Választások
2008 júniusában Amis támogatta Barack Obama elnökjelöltségét, és kijelentette, hogy „Obamától azért remélem, hogy egyedül neki van esélye áthelyezni Amerika imázsát a világban”. Amikor a BBC rövid interjút adott a 2012-es amerikai elnökválasztásról szóló tudósítása során, Amis hangnemben megváltozott, és kijelentette, hogy inkább „lehangolt és megijedt” az amerikai választások miatt, semmint izgatott. Az „amerikai nép mély irracionalitását” hibáztatva a jelöltek közötti látszólag szűk szakadékért, Amis azt állította, hogy a republikánusok annyira jobbra fordultak, hogy Reagan volt elnököt a jelenlegi párt "páriának" fogja tekinteni – és felhívta a nézőket, hogy képzeljenek el egy konzervatív pártot az Egyesült Királyságban, amely annyira jobbra mozdult el, hogy megtagadta Margaret Thatchert: „Adócsökkentés a gazdagoknak” – mondta –, „nincs olyan demokrácia a földön, ahol ezt megemlítenék!”
2015 októberében a Sunday Timesban megjelent cikkében bírálta Jeremy Corbyn munkáspárti vezetőt, „humortalannak” és „alulképzettnek” minősítve őt. Owen Jones, a The Guardian rovatvezetője bírálta az "akadémiai sznobizmust", és azt írta, hogy Amis jelentős kiváltságban született, mivel Sir Kingsley Amis fia. A The Independent-ben Terence Blacker (Sir Cecil Hugh Blacker tábornok fia) "sznobnak" és "pártosnak" bírálta Amis cikkét, megjegyezve, hogy Amis társadalmi és kulturális kiváltságba született. Blacker azt írta, hogy Amis cikke „akaratlanul mulatságos darab és gyalázkodás” volt, miközben azt is sugallja, hogy Amis akaratlanul is sokakat fordítana Corbyn támogatására.

### Nézetek az iszlámról (2006-os interjú vita)
Amist a The Times Magazine 2006-ban, a 2006-os transzatlanti repülőgép-terv napvilágra kerülése után adott interjút a közösségi kapcsolatokról Nagy-Britanniában és a muzulmánok „fenyegetettségéről”, ahol a következőt idézték: „Mit tehetünk, hogy nagy árat fizessenek, ha ezt csinálják? Van egy határozott késztetés – benned nincs? – azt mondani: „A muszlim közösségnek szenvednie kell, amíg rendet nem tesz a saját házában”. Micsoda szenvedés? Nem hagyni őket utazni. Deportálás – tovább süllyedni. A szabadságjogok megszorítása. Zsákmány-kereső emberek, akik úgy néznek ki, mintha a közel-keletiek vagy pakisztániak lennének... Diszkriminatív dolgok, amíg az egész közösséget nem bántja és elkezdenek keménykedni a gyerekeikkel... Ez óriási hanyagság a részükről."
Az interjú azonnali vitát váltott ki, ennek nagy része a The Guardian újság oldalain is megjelent. A marxista kritikus, Terry Eagleton Ideology című művének 2007-es bevezetőjében kiemelte és támadta Amist ezért a bizonyos idézetért, mondván, hogy ez a nézet „[nem] a Brit Nemzeti Párt verőlegényének csapongásai, [...] hanem Martin Amis, az angol nagyvárosi irodalmi világ vezető csillagának elmélkedései." Egy későbbi írásában Eagleton hozzátette: "De van valami gyomorszorító olyanok láttán, mint Amis és politikai szövetségesei, annak a civilizációnak a bajnokai, amely évszázadok óta mérhetetlen mészárlást végzett szerte a világon, illegális intézkedésekért kiáltva, amikor először találják magukat ugyanazon kezelés ragadós végén."
A Guardian rendkívül kritikus cikkében, „Martin Amis abszurd világa” címmel Chris Morris szatirikus Amist Abu Hamza muzulmán paphoz hasonlította (akit 2006-ban faji gyűlölet szításáért börtönöztek be), és arra utalt, hogy mindkét férfi „csúfolt műveltséget, vitriolt és a Koránból vett dekontextualizált idézeteket" alkalmaz a gyűlölet szítására.
Máshol Amis különösen ügyelt arra, hogy különbséget tegyen az iszlám és a radikális Iszlamizmus között, és kijelentette, hogy:

Kezdhetjük azzal, hogy nemcsak azt mondjuk, hogy tiszteljük Mohamedet, hanem azt is, hogy egyetlen komoly ember sem tisztelheti Mohamedet – egy egyedülálló és fényes történelmi lényt... A folytonosságokból ítélve mozgásba tudta hozni, Mohamed határozottan állítja, hogy ő a valaha élt legkülönlegesebb ember... Ismétlem, tiszteljük az iszlámot – az emberiség számára számtalan haszon adományozóját... De az iszlám? Nem, aligha lehet megkérni tőlünk, hogy tiszteljük azt a hitvallási hullámot, amely saját felszámolásunkra szólít fel...Természetesen tiszteljük az iszlámot. De nem tiszteljük az iszlamizmust, ahogy tiszteljük Mohamedet és nem tiszteljük Mohamed Attát.

Yasmin Alibhai-Brown brit muszlim újságíró írt a témában Amist elítélő írást, amelyre nyílt levélben válaszolt a The Independentnek, amelyet az újság teljes terjedelmében kinyomtatott. Ebben kijelentette, hogy nézeteit mind Alibhai-Brown, mind Eagleton félreértette. A The Guardian egyik cikkében Amis ezt követően ezt írta:

És most úgy érzem, hogy ez volt gyermekkorom egyetlen komoly megfosztása – Dél-Wales iszonyatos emberi színtelensége, a tompán villódzó fehérek és szürkék, mint egy Pathé híradó, mint egy etnikai nagy gazdasági világválság. Mint minden regényíró, én is a fizikai változatosságért élek, és annak rabja vagyok; és az egyetlen vitám a szivárvánnyal az, hogy nem elég széles a spektruma. Szeretném, ha London tele lenne előkelő marslakókkal és neptuniakkal, jó hírű polgárokkal, akik eredetileg Kryptonból és Tralfamadore-ból érkeztek.

A terrorizmussal kapcsolatban Amis azt írta, hogy gyanítja, "létezik a bolygónkon egyfajta emberi lény, aki muszlim lesz, hogy öngyilkos tömeggyilkosságot követhessen el", és hozzátette: "Soha nem felejtem el a kapuőr arckifejezését a jeruzsálemi Sziklamecsetnél, amikor azt javasoltam, talán meglehetősen lazán, hogy hagyjon ki néhány naptári tilalmat, és mégis engedjen be. Korábban szívélyes és hideg arckifejezése maszk lett, és az álarc azt mondta, hogy megölni engem, a feleségemet és a gyerekeimet olyasvalami, amire most fel van jogosítva.”
A radikális iszlamizmusról vallott nézetei miatt a New Statesmantől (egykori munkaadójától) kiérdemelte a vitatott Blitcon (brit irodalmi neokonzervatívok) minősítést. Ezt a kifejezést – azóta is vitatják – helytelenül alkalmazták.
Politikai véleményét bizonyos körökben támadták, különösen a The Guardianban. Más íróktól azonban kapott támogatást. A The Spectatorban Philip Hensher megjegyezte:

Az Amisnak a vallásról alkotott nézetei által felvetett vita, amelyet kifejezetten az iszlamisták testesítenek meg, üres. Azt fogja mondani, hogy gyűlölete az iszlamistákra korlátozódik, még csak nem is az iszlámra és természetesen nem az érintett etnikai csoportokra. Azt hiszem, a lényeget bebizonyították, és azt a nyitottságot, amellyel hajlandó volt hangosan gondolkodni, hasznosan utánozhatnák a politikai szereplők, akik a csalárd szavaktól és a kettős beszédtől függenek. Azt kell mondanom, hogy a nem gyakorló muszlimoktól hallottam olyan beszédet és véleményt az iszlamistákról, amelyek sokkal kevésbé mértéktartóak, mint bármi, amit Amis használ. A muszlim társadalmakban a modernitás magánjellegű megnyilvánulásaival összehasonlítva Amis szinte túlzottan tisztelettudó.

### Eutanázia
Amis 2010-ben újabb vitát váltott ki az eutanáziával kapcsolatos megjegyzéseivel egy interjúban, amikor azt mondta, hogy szerinte Nagy-Britanniában 10-15 éven belül "polgárháború" várható a társadalomban a fiatalok és az idősek között, és nyilvános eutanázia-"fülkéket" sürgetett. Az időskorúak csoportjáról kijelentette: "Ők egy demens, nagyon idős emberekből álló népesség lesznek, mint a szörnyű bevándorlók inváziója, akik bűzlenek az éttermekben, kávézókban és üzletekben. [...] minden sarkon kellene lennie egy bódénak, ahol lehet kapni egy martinit és egy érmet".

### Agnoszticizmus
2006-ban Amis azt mondta, hogy "az agnosztikus az egyetlen tiszteletreméltó álláspont, egyszerűen azért, mert az univerzummal kapcsolatos tudatlanságunk olyan hatalmas", hogy az ateizmus "korai". Nyilvánvaló, hogy „egyáltalán nem lesz semmiféle antropomorf entitás”, de az univerzum „olyan hihetetlenül bonyolult”, „annyira a fejünk fölött van”, hogy nem zárhatjuk ki, hogy „egy intelligencia” állhat mögötte.
2010-ben ezt mondta: "Agnosztikus vagyok, ez az egyetlen racionális álláspont. Nem azért, mert istennek érzem magam, vagy úgy gondolom, hogy bármi, ami a vallás banális Istenére hasonlít, felbukkan. De szerintem az ateizmus valami bizonyítéknak hangzik, és hihetetlenül nyilvánvaló, hogy közel sem vagyunk elég intelligensek ahhoz, hogy megértsük az univerzumot... Az írók mindenekelőtt individualisták, és mindenekelőtt az írás a szabadság, ezért mindenféle irányba el fognak indulni. Azt hiszem, ez igaz a vallásról szóló vitára, mivel ez egy vacak regényíró, aki lehúzza a redőnyt, és azt mondja: nincs más dolog. Ne használd az Isten szót: de valami intelligensebb, mint mi... Ha nem értjük, akkor ez félelmetes. És nagyon keveset értünk."

## Bibliográfia

### Regények
- The Rachel Papers (1973)
- Dead Babies (1975)
- Success (1978)
  - Siker – Európa, Budapest, 2010 · ISBN 9789630786980 · Fordította: Falvay Mihály
  - – Magvető, Budapest, 1987 · ISBN 9631411443
- Other People (1981)
- Money (1984)
  - Pénz – Európa, Budapest, 2008 · ISBN 9789630786027 · Fordította: Falvay Mihály
  - – Magvető, Budapest, 1990 · ISBN 963141809x
- London Fields (1989)
- Time's Arrow: Or the Nature of the Offence (1991)
  - Időnyíl (avagy A sérelem természete) – Európa, Budapest, 2012 · ISBN 9789630794732 · Fordította: Elekes Dóra
- The Information (1995)
- Night Train (1997)
- Yellow Dog (2003)
- House of Meetings (2006)
  - Találkozások Háza – Európa, Budapest, 2008 · ISBN 9789630784689 · Fordította: Pék Zoltán
- The Pregnant Widow (2010)
- Lionel Asbo: State of England (2012)
- The Zone of Interest (2014)
- Inside Story (2020)

### Elbeszélések
Gyűjtemények
- Einstein's Monsters (1987)
- Two Stories (1994)
- God's Dice (1995)
- Heavy Water and Other Stories (1998)
- Amis Omnibus (omnibus) (1999)
- The Fiction of Martin Amis (2000)
- Vintage Amis (2004)

Történetek
- Oktober (2015) Amis, Martin. Oktober, 64–71. o. (2015. december 7.)

### Forgatókönyvek
- Saturn 3 (1980)
- London Fields (2018)

### Non-fiction
- Invasion of the Space Invaders (1982)
- The Moronic Inferno: And Other Visits to America (1986)
- Visiting Mrs Nabokov: And Other Excursions (1993)
- Experience (2000)
- The War Against Cliché: Essays and Reviews 1971–2000 (2001)
- Koba the Dread: Laughter and the Twenty Million (2002, Sztálinról és az orosz történelemről)
  - Koba, a rettenetes – Európa, Budapest, 2004 · ISBN 9630775352 · Fordította: M. Nagy Miklós
- The Second Plane (2008)
  - A második gép – Európa, Budapest, 2010 · ISBN 9789630790192 · Fordította: Tomori Gábor
- The Rub of Time: Bellow, Nabokov, Hitchens, Travolta, Trump. Essays and Reportage, 1986–2016 (2017)[86]

## Magyarul megjelent művei
- Siker; ford. Falvay Mihály; Magvető, Bp., 1987 (Világkönyvtár)
- Pénz. Búcsúlevél; ford. Falvay Mihály; Magvető, Bp., 1990
- Koba, a rettenetes. A nevetés és a húszmillió; ford. M. Nagy Miklós; Európa, Bp., 2004
- Találkozások háza; ford. Pék Zoltán; Európa, Bp., 2008
- A második gép. Szeptember 11., 2001–2007; ford. Tomori Gábor; Európa, Bp., 2010
- Időnyíl avagy A sérelem természete; ford. Elekes Dóra; Európa, Bp., 2012

## Filmek
- A High Wind in Jamaica (1965)
- Hármas számú űrbázis (1980)
- The Nihilist's Double Vision (1987)
- Hódító PC-ABC (1989)
- Dead Babies (2000)
- Money (2010)
- Londoni pálya (2018)
- Out of Blue (2018)
- Good Posture (2019)
- Érdekvédelmi terület (2023)

## További irodalom
- The Martin Amis Web Archiválva 2008. január 19-i dátummal a Wayback Machine-ben
- Biography from "internationales literaturfestival berlin" Archiválva 2017. március 2-i dátummal a Wayback Machine-ben
- Martin Amis page at The Guardian
- Martin Amis, The New York Times: Reviews of Martin Amis's earlier books; articles about and by Martin Amis
- Martin Amis at British Council: Literature
- Martin Amis: Bio, excerpts, interviews and articles in the archives of the Prague Writers' Festival(wd)
- Martin Amis at the Internet Book List
- Bentley, Nick. Martin Amis (Writers and Their Work), Writers and Their Work. Liverpool University Press., 153. o. (2015). ISBN 9780746311783
- Diedrick, James. Understanding Martin Amis (Understanding Contemporary British Literature). University of South Carolina Press (2004)
- Finney, Brian. Martin Amis (Routledge Guides to Literature). Routledge (2013)
- Keulks, Gavin. Father and Son: Kingsley Amis, Martin Amis, and the British Novel Since 1950. University of Wisconsin Press (2003). ISBN 978-0299192105
- Martin Amis: Postmodernism and Beyond. Palgrave Macmillan (2006). ISBN 978-0230008304
- Tredall, Nicolas. The Fiction of Martin Amis (Readers' Guides to Essential Criticism). Palgrave Macmillan (2000)
- Bradford, Richard. Martin Amis: The Biography. Pegasus (2012. november 1.). ISBN 978-1605983851
- Tredell, Nicolas. Anatomy of Amis: a study of the work of Martin Amis. Paupers' Press, 323. o. (2017). ISBN 9780956866394

Mintaművek és cikkek
- Authors in the front line Archiválva 2008. július 24-i dátummal az Archive.is-en: Martin Amis, The Sunday Times Magazine, 6 February 2005.
- CareerMove – A complete short story by Amis.
- The Unknown Known – A satire on fundamentalism in this extract from an unpublished manuscript by Amis. Requires subscription.
- Martin Amis articles at Byliner

Interjúk
- Francesca Riviere (1998. szeptember 1.). „Martin Amis, The Art of Fiction No. 151”. The Paris Review Spring 1998 (146).
- Transcript of online web discussion (2002)
- "Goading the Enemy", an interview with Amis by Silvia Spring for Newsweek International regarding terrorism (11/6/2006)
- Martin Amis interviewed by Michael Silverblatt on Bookworm
- Discussion between Martin Amis and Zachary Leader about Kingsley Amis
- Martin Amis in conversation Archiválva 2012. február 23-i dátummal a Wayback Machine-ben with Tom Chatfield for Prospect Magazine(wd), January 2010, including controversial comments on J. M. Coetzee
- Patrick McGrath interview with Martin Amis Archiválva 2013. március 16-i dátummal a Wayback Machine-ben, BOMB Magazine (Winter 1987)

Vélemények
- Tom Chatfield, "Money and Pornography", a review of the role of pornography in Amis's novels, from Money to Yellow Dog, in the Oxonian Review(wd)

Amis és az iszlamizmus
- "The voice of experience", Martin Amis interviewed by Ginny Dougary (2006)
- Bennett, Ronan. "Shame on us", The Guardian, 19 November 2007.
- Chris Morris(wd), "The Absurd World of Martin Amis", The Observer, 25 November 2007
- Marjorie Perloff(wd), "Martin Amis and the boredom of terror" Archiválva 2011. május 17-i dátummal a Wayback Machine-ben: an article in the TLS, 13 February 2008

Média
- Megjelenése a C-SPAN weboldalán
- Martin Amis interviewed Windows Media Video(wd) by Tony Jones on Lateline(wd), 11 January 2006
- A Discussion with Charlie Rose about his book The Pregnant Widow, his career, and his friend and fellow author Christopher Hitchens. What's on Charlie Rose, 11 August 2010
- "The Amis Inheritance" – Profile on Martin and Kingsley Amis from New York Times Magazine(wd), 22 April 2007.

## Fordítás
- Ez a szócikk részben vagy egészben  a   Martin Amis című angol Wikipédia-szócikk fordításán alapul.  Az eredeti cikk szerkesztőit annak laptörténete sorolja fel. Ez a jelzés csupán a megfogalmazás eredetét és a szerzői jogokat jelzi, nem szolgál a cikkben szereplő információk forrásmegjelöléseként.